# Jakaranda (trä)
Jakaranda, eller jakarandaträ är ett handelsnamn på ett hårt och tungt, mörkt rödbrunt eller brunviolett och vackert ådrat träslag, som används för finare snickeriarbeten. Som virke kommer jakarandaträ numera främst från vissa trädarter inom släktena Dalbergia (palisandersläktet) och Machaerium (santospalisandersläktet). Till exempel kan trä från Dalbergia nigra förekomma under virkesbeteckningen jakaranda eller riojakaranda.